# 卢师山
卢师山，又称青龙山，位于北京市石景山区，是北京西山南麓的一座小山。该山和觉山（俗称“虎头山”）、翠微山（旧称“平坡山”）并称“三山”。

## 简介
明朝《顺天府志》称：“觉山与北之平坡、东之卢师三山相咫尺，鼎足然。”可知明朝初年，西为觉山，北为平坡山，东为卢师山。
传说在隋、唐时期，浙江有卢姓居士，建造一小舟，顺流而下，“舟止吾止”，在桑干河（今永定河）上岸，到尸陀林（今证果寺）居住。这位卢姓居士被称作“卢师”。该寺附近的青龙潭内，有大青、小青两条龙，曾在黄河危害百姓，被大禹驱逐，潜于此潭。卢师收服此二龙，令其在旱季降雨，为百姓造福。
卢师山上有八大处的八处证果寺。